# Anthem (musikalbum)
Anthem är ett album som bandet Hanson släppte 2013.
Alla låtar är skrivna och producerade av Isaac Hanson, Taylor Hanson och Zac Hanson.
1. "Fired Up"  	3:30
2. "I've Got Soul"  	2:56
3. "You Can't Stop Us Now"  	3:26
4. "Get the Girl Back"  	3:46
5. "Juliet"  	3:11
6. "Already Home"  	3:59
7. "For Your Love"  	3:17
8. "Lost Without You"  	4:11
9. "Cut Right Through Me"  	3:10
10. "Scream and Be Free"  	4:22
11. "Tragic Symphony"  	3:10
12. "Tonight"  	4:37
13. "(Encore) Save Me from Myself"  	3:56